# Саксонбург (Пенсільванія)
Саксонбург (англ. Saxonburg) — місто (англ. borough) в США, в окрузі Батлер штату Пенсільванія. Населення — 1426 осіб (2020).

## Географія
Саксонбург розташований за координатами 40°45′3″ пн. ш. 79°48′54″ зх. д. / 40.75083° пн. ш. 79.81500° зх. д. (40.750951, -79.815002).  За даними Бюро перепису населення США в 2010 році місто мало площу 2,35 км², уся площа — суходіл.

## Демографія
Згідно з переписом 2010 року, у селищі мешкало 1525 осіб у 760 домогосподарствах у складі 381 родини. Густота населення становила 650 осіб/км².  Було 837 помешкань (357/км²).
Расовий склад населення:
| - 99,2 % — білих - 0,2 % — азіатів |

До двох чи більше рас належало 0,5 %. Частка іспаномовних становила 0,7 % від усіх жителів.
За віковим діапазоном населення розподілялося таким чином: 15,5 % — особи молодші 18 років, 49,4 % — особи у віці 18—64 років, 35,1 % — особи у віці 65 років та старші. Медіана віку мешканця становила 53,1 року. На 100 осіб жіночої статі у селищі припадало 77,5 чоловіків;  на 100 жінок у віці від 18 років та старших — 76,7 чоловіків також старших 18 років.
Середній дохід на одне домашнє господарство  становив 53 142 долари США (медіана — 36 563), а середній дохід на одну сім'ю — 73 578 доларів (медіана — 62 750). За межею бідності перебувало 9,2 % осіб, у тому числі 4,6 % дітей у віці до 18 років та 10,6 % осіб у віці 65 років та старших.
Цивільне працевлаштоване населення становило 569 осіб. Основні галузі зайнятості: освіта, охорона здоров'я та соціальна допомога — 39,9 %, виробництво — 13,2 %, мистецтво, розваги та відпочинок — 10,5 %, науковці, спеціалісти, менеджери — 8,8 %.